# Globus pallidus
De globus pallidus (Latijn, lett.: "bleke bol") is een subcorticale structuur in de hersenen. De globus pallidus is een belangrijk onderdeel van de basale kernen, samen met het corpus striatum (nucleus caudatus en putamen) en de substantia nigra. De globus pallidus is betrokken bij het reguleren van vrijwillige bewegingen.
Samen met het putamen vormt de globus pallidus de nucleus lentiformis.

## Anatomie
In primaten is het globus pallidus opgedeeld in twee delen, gescheiden door de lamina medullaris medialis. Deze twee delen zijn het binnenste (globus pallidus internus [GPi]) en buitenste segment (globus pallidus externus [GPe]). Beide segmenten bestaan uit afgesloten celkernen omringd door myeline.

## Functie
De globus pallidus is betrokken bij de regulatie van vrijwillige motoriek. Het is een onderdeel van de basale kernen, die onder meer onderbewuste bewegingen aansturen. Wanneer de globus pallidus is beschadigd, kunnen er bewegingsstoornissen ontstaan, aangezien de regulerende werking van de structuur zo beperkt is. In specifieke gevallen van onvrijwillige spiertrekkingen kan de globus pallidus bewust beschadigd worden in een procedure die een pallidotomie wordt genoemd.
De globus pallidus heeft voornamelijk een inhiberende functie die de exciterende werking van het cerebellum in balans houdt. De twee systemen werken samen zodat mensen soepel kunnen bewegen met gelijke, gecontroleerde bewegingen. Als de systemen uit balans raken kunnen trillingen, trekkingen en andere motorische problemen ontstaan. Dit komt onder andere voor bij mensen die lijden aan degeneratieve ziekten die worden gekenmerkt door symptomen als stuiptrekkingen.
De basale kernen en dus ook de globus pallidus werken op een onderbewust niveau, zodat er geen bewuste aansturing hoeft plaats te vinden om de structuren te laten werken. Als iemand de beslissing neemt om een handeling uit te voeren, helpen de structuren in de basale kernen de beweging te reguleren zodat deze zo soepel mogelijk kan verlopen. Daarnaast reageren ze op zintuiglijke terugkoppeling.